# مارسين ريكووسكي
مارسين ريكووسكي (بالبولندية: Marcin Rekowski) مواليد 10 يناير 1978، هو ملاكم محترف بولندي يصنف ضمن فئة الوزن الثقيل.

## المسيرة الاحترافية
من نزالاته:
- خسر أمام أندريه واورزيك بالضربة الفنية القاضية (02-04-2016).
- خسر أمام ناجي أغيليرا بالضربة الفنية القاضية (26-09-2015).
- انتصر على ألبرت سوسنوفسكي بالضربة الفنية القاضية (31-05-2014).
- انتصر على أوليفر ماكول (26-04-2014).

## إحصائيات
خاض خلال مسيرته 20 نزالا، فاز في 17 ولم يتعادل وخسر في 3. فاز بالضربة القاضية في 14 نزالا.

## روابط خارجية
- مارسين ريكووسكي على موقع بوكس ريك (الإنجليزية) (registration required)